# Gilbert Gaulmin (homme politique)
Gilbert François Gaulmin est un homme politique français né le 4 novembre 1745 à Montmarault (Allier) et décédé le 25 mars 1821 au même lieu.

## Biographie
Médecin à Montmarault, il est maire de la ville et député de l'Allier de 1791 à 1792.

## Sources
- « Gilbert Gaulmin (homme politique) », dans Adolphe Robert et Gaston Cougny, Dictionnaire des parlementaires français, Edgar Bourloton, 1889-1891 [détail de l’édition]